# 화산영당
화산영당(華山影堂)은 대한민국 충청남도 공주시 계룡면 화은리에 있는 조선시대의 사당이다. 1984년 5월 17일 충청남도의 문화재자료 제69호로 지정되었다.

## 개요
정규한의 제자와 유생들이 선생의 영정을 모시기 위해 조선 순조 32년(1832)에 세운 사당이다.
정규한(1750∼1824)은 조선 후기의 학자이며 호는 화산 또는 운수산인이다. 정조 4년(1780) 과거에 합격하였으나 벼슬에 뜻이 없어 관리로 나가지 않고 성리학 연구에 몰두하였다. 평소 산수와 자연을 좋아하고 시문을 즐겨 문장가로도 유명하였다. 그의 저서로는 『화산집』이 있다.
영정을 모신 사당 뒤쪽에 묘소가 있고 1962년 유림과 후손들이 사당을 중심으로 화산사를 지었다.

## 참고 자료
- 화산영당 - 국가유산청 국가유산포털